# Cayesh
Il Cayesh (5.721 m) è una montagna della Cordillera Blanca, in Perù, nel dipartimento di Ancash.

## Aspetto fisico
La montagna fa parte del massiccio montuoso chiamato Macizo del Chinchey, che occupa la parte centro-meridionale della Cordillera Blanca. Il Cayesh mostra il suo lato più imponente verso sud, presentandosi come una guglia acuminata.

## Alpinismo
I primi a raggiungere la cima del Cayesh sono stati i neozelandesi Lynn Crawford, Dal Ryan e Lindsay Stewart il 21 luglio 1960, salendo attraverso la cresta sud. Dopo questa prima salita la vetta della montagna è stata raggiunta solo 23 anni dopo da una cordata americana, facendo nel frattempo entrare il Cayesh tra i miti dell'alpinismo sulle Ande, venendo anche spesso definito “la più difficile montagna del Perù”.